# DevOps
DevOps (een samentrekking van "development" en "operations") is een gebruik en een praktijk binnen softwareontwikkeling die tot doel heeft softwareontwikkeling (Dev) en softwareoperaties (Ops) samen te brengen. Het hoofdkenmerk van de DevOps-beweging is het benadrukken van automatisering en monitoring in alle onderdelen bij het bouwen van software, van integratie, testen, release tot deployment en infrastructuurmanagement. DevOps probeert te komen tot kortere ontwikkelcycli, een verhoogde frequentie van oplevering en een meer betrouwbare oplevering, in nauwe overeenstemming met de businessdoelstellingen.

Venndiagram dat DevOps voorstelt als de doorsnede van development (softwareontwikkeling), operations en kwaliteitsbewaking (QA)

In 2009 bedacht Patrick Debois de term door een conferentie "devopsdays" te noemen, wat begon in België en wat sindsdien in andere landen overgenomen is.